# Roderick MacKenzie (officier britannique)
Pour les articles homonymes, voir Roderick MacKenzie et Mackenzie.

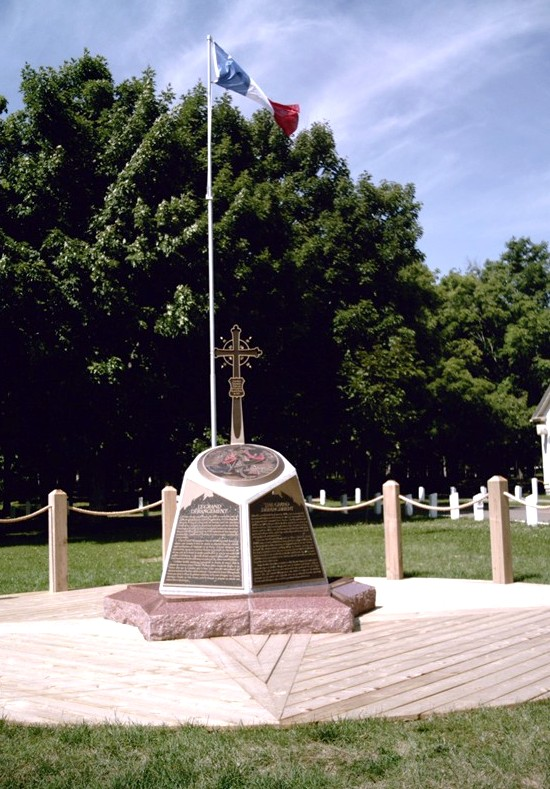
Monument à la déportation des Acadiens à la chapelle de Sainte-Anne-du-Bocage, Canada

Roderick MacKenzie était un militaire anglais. Il dirigea le Fort Beauséjour après sa chute, en 1755. En 1761, il effectua un raid contre les Acadiens vivant au sud de la baie des Chaleurs, entre Nipisiguit et Chipagan.